# 넬 (영화)
《넬》(영어: Nell)은 미국에서 제작된 마이클 앱티드 감독의 1994년 드라마 영화이다. 조디 포스터 등이 출연하였고, 르네 미셀 등이 제작에 참여하였다.
포스터는 이 영화를 통해 1995년 제1회 미국 배우 조합상 영화 부문 여우 주연상을 수상했으며, 제67회 아카데미상 여우 주연상과 제52회 골든 글로브상 드라마 영화 부문 여우 주연상 후보에 올랐다.

## 출연진
- 조디 포스터
- 리엄 니슨
- 너태샤 리처드슨
- 리처드 리버티니
- 닉 서시
- 제러미 데이비스
- 오닐 콤프턴
- 숀 브리저스
- 말런 잭슨

## 기타 제작진
- 공동 제작: 그레이엄 플레이스
- 배역: 린다 로이
- 미술: 존 허트먼
- 의상: 수전 라이올

## 제작

### 섭외
조디 포스터는 이 영화 때문에 《트루 라이즈》(1994) 주연 제의를 고사했고, 해당 영화에는 대타로 제이미 리 커티스가 들어갔다.